# 彼德拉布蘭卡
18°49′48″N 70°18′0″W / 18.83000°N 70.30000°W
彼德拉布蘭卡（西班牙語：Piedra Blanca），是多明尼加共和國诺埃尔主教省的城鎮，位於該國中部，面積237.95平方公里，2012年人口24,785，人口密度每平方公里100人。